# Vu Chính
Vu Chính (sinh ngày 28 tháng 2 năm 1978) là biên kịch, nhà sản xuất Trung Quốc. 
Vu Chính là biên kịch của bộ phim truyên hình ăn khách Cung Tỏa Tâm Ngọc và giành giải Biên kịch xuất sắc nhất tại Giải thưởng Truyền hình châu Á lần thứ 16.

## Tiểu sử
Vu Chính sinh ra và lớn lên tại Hải Ninh, Chiết Giang, Trung Quốc. Sau khi tốt nghiệp trung học, anh chuyển tới Thượng Hải làm sinh viên dự thính tại Học viện Hý kịch Thượng Hải.

## Sự nghiệp
Tháng 8 năm 1998, anh ký hợp đồng với TVB. Năm sau, anh ký hợp đồng với Xưởng phim Lý Huệ Dân (李惠民工作室).
Tháng 7 năm 2003, Vu Chính chuyển sang Công ty Giải trí Ngôi sao Quốc tế Đài Loan (台湾星之国际娱乐公司) và cũng thành lập công ty của riêng là Hãng phim Vu Chính (于正工作室).
Tháng 6 năm 2009, anh thành lập Công ty Điện ảnh và Truyền hình Hưng Thịnh (全盛时代影视公司).
Năm 2018, bộ phim truyền hình hậu cung Diên Hy Công Lược do ông làm biên kịch, được trình chiếu và thu hút một lượng khán giả rất đông đảo, vượt qua cả những bộ phim đã từng làm mưa làm gió điện ảnh Châu Á trước đó.

## Vu Chính và mặt trái trong nghề nghiệp
Vu Chính bắt đầu nổi tiếng và được mọi người biết đến từ năm 1999 với nhiều tác phẩm nổi tiếng do anh biên kịch, và đến năm 2011 anh nhận được giải "nhà biên kịch xuất sắc nhất" trong Liên hoan phim truyền hình châu Á với bộ phim Cung tỏa tâm ngọc.
Tuy nhiên, ngay lập tức Vu Chính bị chỉ trích vì bộ phim Cung tỏa tâm ngọc của anh mang nhiều nét tương đồng với tác phẩm Bộ bộ kinh tâm của nữ văn sĩ Đồng Hoa. Năm 2011, bộ phim Mỹ nhân thiên hạ cũng có thời gian dậy sóng khi bị tố đạo nhái Vượt ngục.
Thậm chí, Vu Chính còn bị nghi ngờ đạo lại chính tác phẩm của mình, khi mà năm 2013, Mỹ nhân của hoàng đế mới phát sóng được vài tập thì rất nhiều người đã vô cùng ngạc nhiên vì sự giống nhau của nó với phim Mai khôi giang hồ của chính anh được trình chiếu vào 2009.
Đỉnh điểm của việc đạo nhái là bộ phim Cung tỏa liên thành (2014), biên kịch Vu Chính đã sao chép cốt truyện Mai hoa lạc của nữ văn sĩ Quỳnh Dao, và sau khi nữ văn sĩ Quỳnh Dao thắng kiện, bộ phim Cung tỏa liên thành đã bị cấm chiếu vĩnh viễn.
Ngoài việc đạo nhái, Vu Chính còn cải biên các tác phẩm kinh điển của Kim Dung, khiến dư luận "dậy sóng", với những cải biên đã thay đổi rất nhiều nội dung trong nguyên tác, tiêu biểu là Tân Tiếu ngạo giang hồ (2013), Tân Thần điêu hiệp lữ (2014).

## Giải thưởng
| Năm  | Phim                | Giải                                                                      | Kết quả   | Ghi chú |
| ---- | ------------------- | ------------------------------------------------------------------------- | --------- | ------- |
| 2008 | Công Chúa Cuối Cùng | Giải thưởng Vàng thường niên TVS                                          | Đoạt giải |         |
| 2009 |                     | Giải thưởng Thượng Hải hiện đại cho Biên kịch xuất sắc nhất               | Đoạt giải |         |
| 2011 | Cung Tỏa Tâm Ngọc   | Liên hoan Nghệ sĩ mới- Biên kịch được yêu thích                           | Đoạt giải |         |
| 2011 | Cung Tỏa Tâm Ngọc   | Giải thưởng Truyền hình châu Á lần thứ 16                                 | Đoạt giải |         |
| 2011 | Cung Tỏa Tâm Ngọc   | giải thưởng Điện ảnh và Truyền hình Youku 2011 ho Biên kịch xuất sắc nhất | Đoạt giải |         |
| 2012 |                     | Liên hoan Qiyi 2012 - Nhà sản xuất phim truyền hình của năm               | Đoạt giải |         |